# Roeland Raes
Roland Henri Theofiel (Roeland) Raes  (Gent, 4 september 1934 – Aalter, 28 november 2024) was een Belgisch jurist en politicus.

## Jeugd
Raes' moeder was naaister en kwam uit een socialistisch gezind arbeidersgezin. Zijn vader begon, na een kortstondige onderwijsloopbaan, als bediende bij het Gentse Havenbedrijf en wist er zich op te werken tot administratief directeur. Zijn broer was leraar en actief bij de politieke partij Groen en de Noord-Zuidbeweging. Roeland Raes studeerde van 1952 tot 1958 rechten aan de Rijksuniversiteit Gent en was tijdens zijn studies secretaris en propagandaleider van het Katholiek Vlaams Hoogstudentenverbond. Ook was hij vanaf 1958 voorzitter van de Vlaams-Nationale Studentenunie (VNSU). Na zijn studies werd hij volmachthouder in een verzekeringsmaatschappij.

## Politieke activiteiten
Raes militeerde vanaf 1957 in de Volksunie en was tussen 1968 en 1971 provincieraadslid in Oost-Vlaanderen voor deze partij. Hij was voorzitter van de Gentse afdeling van 1970 tot 1977. Raes behoorde tot de rechterzijde van de partij en verzette zich tegen elke vorm van verlinksing, onder meer via het in 1967 mee door hem opgerichte Aktiecentrum Delta, dat het nationaal-revolutionaire tijdschrift De Anderen uitgaf. Ook was hij in 1973 een van de initiatiefnemers van de Vlaams-Nationale Landdag en van 1962 tot 1964 medewerker van het tijdschrift Ter Waarheid, waarna hij in 1964 overstapte naar Dietsland-Europa. Van 1970 tot 1975 en van 1975 tot 1976 was Raes eveneens voorzitter van de nationalistische vereniging Were Di. Tussen 1969 tot 1976 vertegenwoordigde hij Were Di bij de Federale Unie van Europese Volkeren, een bonte overkoepeling van volksnationalistische groeperingen. In 1976 was hij samen met Francis Van den Eynde en Luk Van Nieuwenhuysen medestichter van de rechts-radicale organisatie Voorpost, waarvan hij tot in 1980 de voorzitter was.
Na het Egmontpact verliet Raes in 1977 de VU. Hij sloot zich aan bij de Vlaamse Volkspartij en nam in 1979 deel aan de fusiebesprekingen met de Vlaams Nationale Partij, die leidden tot de oprichting van het Vlaams Blok. Van 1979 tot 2001 was hij ondervoorzitter van deze partij en in 1988 werd hij voorzitter van het partijbestuur en de partijraad. Van 1991 tot 2001 zetelde hij voor het Vlaams Blok als rechtstreeks gekozen senator in de Belgische Senaat. Raes hield er zich bezig met justitie.
Tussen 1977 en 1980 gaf Raes samen met Siegfried Verbeke en Xavier Buisseret (ex-VMO, toenmalig Vlaams Blok-propagandaleider en later Kamerlid) het maandblad Haro uit, dat berichtte over onder meer 'jodenintriges' en het bestaan van de gaskamers tijdens de Tweede Wereldoorlog ontkende. Dit "maandblad voor de conservatieve revolutie" nam negationistische publicaties over van onder andere Richard Harwoods ("Did six million really die?"). In 1979 liet Raes zich ten overstaan van het Algemeen Dagblad ontvallen dat de Joden een eigen staat hebben en dus in Israël horen. Later stelt hij dat dit een onbezonnen uitspraak was. In zijn bijdragen voor Dietsland-Europa, het ledenblad van Were Di, prees hij de negationist Robert Faurisson. Ook had hij via Were Di goede contacten met de Nederlandse Volks-Unie (NVU), waarvan hij vanaf 1973 een tijdlang vice-voorzitter was namens de 'Zuid-Nederlanders'. Binnen de rechts-radicale organisatie Voorpost was hij van 1976 tot 1989 hoofdredacteur van het driemaandelijkse ledenblad Revolte. Raes is voorstander van de Groot-Nederlandse strekking binnen de Vlaamse Beweging en nieuwrechts.
In september 1996 eerde Raes in het partijblad van de partij Jef François, tijdens de Tweede Wereldoorlog commandant van de Dietsche Militie - Zwarte Brigade (samenwerking van het VNV en het Verdinaso) en na de oorlog tweemaal bij verstek ter dood veroordeeld. 
In 2001 was hij een der aanwezigen op de jubileumviering van het Sint-Maartensfonds (vereniging van Vlaamse oud-Waffen-SS'ers). Op 1 februari 2004 gaf hij in Antwerpen een lezing voor dit Sint-Maartensfonds. Op de Vlaams Blok-partijraad van 11 september 2004 (waar besloten werd om de naam te veranderen in Vlaams Belang) was Roeland Raes aanwezig. Voordien liet hij in een editoriaal in Revolte optekenen: "Wij hebben geen behoefte aan een 'Vlaams Blok light' en er hoeven nu geen 'scherpe kantjes aan het programma' afgevijld te worden. Dan en alleen dan blijft de partij ook morgen onze partijpolitieke vertegenwoordiger."
Raes deed in september 2024 afstand van zijn plaats op de Vlaams Belang-lijst in Aalter voor de gemeenteraadsverkiezingen van oktober nadat hij terechtkwam in een mediastorm omtrent zijn veroordeling voor negationisme in 2008.

## Negationisme
Op 26 februari 2001 trok Raes tijdens een interview in het programma Netwerk op de Nederlandse televisiezender NCRV de Holocaust in twijfel (in een niet-gepubliceerd interview in 1995 stelde hij reeds het aantal gedode Joden ter discussie). In dat interview relativeerde hij de bewuste opzet, planning, methode en omvang van de genocide onder andere op het Europese Jodendom door het toenmalige Duitse nationaalsocialistisch regime (van 1933 tot 1945). Hij bekende zich alzo tot het negationistische kamp. Tevens betwistte hij ook de echtheid van Anne Franks dagboek. Het Duitse Bundeskriminalamt (BKA) bevestigde de authenticiteit ervan.  Het papier en de inkt die de Joodse onderduikster in haar dagboek gebruikte, stammen wel degelijk uit de oorlogsjaren.
Het is systematisch gebeurd dat ze (de Joden, nvdr) vervolgd zijn, dat ze weggesleept zijn, maar of het systematisch was of of het gepland was dat ze allemaal zouden omkomen tijdens de oorlog, dat is een andere kwestie— Roeland Raes, op de Nederlandse televisie
Nadat het interview de aandacht had gevestigd op zijn negationistische denkbeelden, zette Vlaams Blok Raes af als ondervoorzitter. Hij gaf zijn zetel als senator op, maar behield zijn lidkaart en en kreeg een mandaat als afdelingssecretaris voor de VB-afdeling te Lovendegem. Bij VB-mantelorganisatie Voorpost nam hij weer het hoofdredacteurschap van het ledenblad Revolte op maar schoot er zijn zetel in de raad van bestuur van de Rijksuniversiteit Gent bij in.
Op 6 april 2006 verwees de kamer van inbeschuldigingstelling Raes door naar de correctionele rechtbank waar hij zich moet verantwoorden voor negationistische uitspraken in een Nederlands tv-interview van 2001, na een klacht van het Forum der Joodse Organisaties. Hij riskeerde één jaar cel een boete van € 2500. Op 12 december 2008 werd Raes uiteindelijk door de Brusselse Correctionele Rechtbank veroordeeld tot 4 maanden cel met uitstel. Ook moet hij € 1800 betalen aan het Centrum voor Gelijke Kansen en Racismebestrijding en het Forum der Joodse Organisaties. Het Hof van Beroep bevestigde de veroordeling wegens inbreuk op de Negationismewet op 15 september 2010. De schadevergoeding aan de beide organisaties werd verhoogd tot € 1800 elk. De celstraf met uitstel werd echter niet bevestigd, aangezien de rechtbank van oordeel was dat de redelijke procestermijn overschreden was.